# Arturo Tuzón
Arturo Tuzón Gil (* 1928 in Montán; † 22. Oktober 2010 in Valencia) war ein spanischer Unternehmer und Sportfunktionär.

## Werdegang
Tuzón war vornehmlich im Bereich landwirtschaftlicher Maschinen tätig. 1986 übernahm er das Präsidentenamt beim FC Valencia, der kurz zuvor nach 55 Jahren Zugehörigkeit zur Primera División insbesondere wegen interner Querelen und finanzieller Probleme in die Zweitklassigkeit abgestiegen war. Unter seiner Leitung stabilisierte sich der mit über 2 Milliarden Peseten (ca. 13 Millionen Euro) verschuldete Klub und unter Trainer Alfredo Di Stéfano stieg der Verein im Sommer 1987 wieder in die höchste Spielklasse auf. Dort gelang mit einer klugen Personalpolitik, die neben der Verpflichtung des Trainers Víctor Espárrago auf etliche Eigentalente sowie Zukäufe talentierter junger Spieler wie Ljuboslaw Penew umfasste, schnell die Etablierung im vorderen Tabellenbereich. Nach einem dritten Platz im Vorjahr wurde der Klub in der Spielzeit 1989/90 Vizemeister hinter Real Madrid.
Nachdem Tuzóns Politik und die Teilnahme am europäischen Wettbewerb zu einer gewissen Gesundung der finanziellen Situation beigetragen hatte, wurde 1991 Guus Hiddink, der 1988 den Europapokal der Landesmeister gewonnen hatte, verpflichtet. Die damit einhergehenden Erwartungen wurden jedoch nicht auf Dauer erfüllt, insbesondere im November 1993 kam es zu einer historischen Schmach als die mit Predrag Mijatović verstärkte Mannschaft im UEFA-Pokal 1993/94 mit einer deutlichen 0:7-Niederlage am Karlsruher SC scheiterte („Wunder vom Wildpark“). Diese Niederlage leitete die Demission Hiddinks nach zwei erfolglosen Spielen im Ligabetrieb ein, wenige Tage später wurde Tuzón als Vereinsführer durch den bisherigen Vizepräsidenten Melchor Hoyos ersetzt.